# Бездрик (Сумский район)

Бе́здрик (укр. Бездрик) — село,
Бездрикский сельский совет,
Сумский район,
Сумская область,
Украина.
Код КОАТУУ — 5924780901. Население по переписи 2001 года составляло 1701 человек.
Является административным центром Бездрикского сельского совета, в который не входят другие населённые пункты.

## Географическое положение
Село Бездрик находится на берегу реки Бездрик (в основном на правом) в месте впадения её в реку Сыроватка,
выше по течению на расстоянии в 2,5 км расположено село Червоная Диброва,
на противоположном берегу реки Сыроватка — село Верхняя Сыроватка.
Село окружено лесным массивом (дуб).
Рядом проходят автомобильная дорога Н-12 (Р-45) и
железная дорога, станция Басы (бывшая Бездрик).

## История
- Село Бездрик впервые в исторических документах вспоминается в 1677 году.

## Экономика
- Сумской завод продтоваров, ОАО.
- Племзавод «Бездрик».
- «Родючесть», агрофирма, ООО.

## Объекты социальной сферы
- Школа.
- Детский сад

## Религия
- Архангело-Михайловский храм.